# Broa Castelar
A Broa Castelar é um doce típico de Natal da região de Lisboa e Vale do Tejo em Portugal. São uns bolinhos fofos num formato feitas elíptico e alongado com uma cor dourada (devido a serem pincelados com gema de ovo), sendo criados misturando batata doce e amêndoa.
A origem deste doce Natalino é desconhecida, talvez de origem da Doçaria Conventual, mas pensa-se que foi popularizada pela Confeitaria Francesa dos irmãos Castelar, fundada em 1860, que se situava na Rua do Ouro, na Baixa de Lisboa.

## Preparação
Os ingredientes incluem farinha de milho, farinha de trigo, batata doce, açúcar, ovos, amêndoas, casca de limão e casca de laranja. Alternativamente, as amêndoas, casca de limão e casca de laranja podem ser substituídas por coco e essência de laranja.

A confecção da broa começa com um doce cozinhado de batata doce e açúcar, depois combinada com amêndoa ralada, farinha, raspas e ovos. Molda-se as broinhas e pincela-se o topo com gema de ovo, leva-se a assar num forno forte até ficarem bem douradas.